# 安田剛士
安田剛士（日语：／ Yasuda Tsuyoshi，1980年6月9日—），日本漫畫家。男性。A型血。居住於東京都。2002年1月，以《鐵馬少年》首次亮相。

## 簡歷
- 2001年11月：以《鐵馬少年》獲得第67屆週刊少年Magazine新人漫畫獎（日语：週刊少年マガジン新人漫画賞）。
- 2002年1月：首次亮相的《鐵馬少年》刊登在《Magazine Fresh》上。
- 2003年1月：在《Magazine Fresh》上刊載《HERO》。
- 2003年—2004年：擔任關口太郎的助手。
- 2005年：《鐵馬少年》在《週刊少年Magazine》第24號開始連載。
- 2007年：佐藤多佳子的原作《轉瞬為風》在《Magazine SPECIAL》7月號開始連載。
- 2010年：《永不回頭的你》在《週刊少年Magazine》2011年1號開始連載[2]。
- 2011年：《黑貓DANCE》在《月刊少年Magazine》2012年1月號開始連載[3]。
- 2013年：《DAYS》在《週刊少年Magazine》2013年21、22合併號開始連載[4]。
- 2016年：第40屆講談社漫畫獎少年部門獲獎[5]。
- 2021年：全新短期集中連載《PAUSE》將在《週刊少年Magazine》第36、37期合併號上連載[6]。
- 2021年：《青之壬生浪》在《週刊少年Magazine》2021年46號開始連載[7]。

## 作品列表
- 《鐵馬少年》講談社〈講談社Comics〉全17冊
  - 短篇版（《Magazine FRESH》）—收錄於單行本第15冊。
  - 連載版（《週刊少年Magazine》2005年24號—2008年24號）
- HERO（《Magazine FRESH》）
- 《轉瞬為風》講談社〈講談社Comics〉全6冊（《Magazine SPECIAL》2007年7月號—2010年4月號）
- 宮本恒靖 FIRE&ICE（《週刊少年Magazine》×Redbull聯名企劃）—全3話。
- 《永不回頭的你》講談社〈講談社Comics〉全4冊（《週刊少年Magazine》2011年1號—33號）
- 《黑貓DANCE》講談社〈講談社Comics〉全3冊（《月刊少年Magazine》2012年1月號—2013年11月號）
- 《DAYS》講談社〈講談社Comics〉全42冊（《週刊少年Magazine》2013年21、22合併號—2021年8號）
- 《DAYS -fragment-》講談社〈講談社Comics〉全1冊（《週刊少年Magazine》2021年28號—35號）
- 《PAUSE》講談社〈講談社Comics〉全1冊（《週刊少年Magazine》2021年36、37合併號—42號）
- 《青之壬生浪》講談社〈講談社Comics〉全14冊（《週刊少年Magazine》2021年46號—2024年20號）—第一部。
  - 《青之壬生浪 -新選組篇-》講談社〈講談社Comics〉已出版5冊（《週刊少年Magazine》2024年21、22合併號—連載中）—第二部。

## 師父
- 關口太郎

## 其他
- 2007年6月3日，作為《週刊少年Magazine》漫畫《漫畫狗仔隊（日语：もう、しませんから。）》（作：西本英雄）的企劃的一部分，參加了自行車富士山爬坡賽（日语：Mt.富士ヒルクライム）（距離25公里，計時賽段24公里）。他以3小時17分14秒的成績獲得第3608名（總共有3619名男性參賽者）。隨行的西本英雄以3小時1分41秒的成績，獲得第3554名。

## 外部連結
- 安田剛士的X（前Twitter） （日語）